# Ahmed Mansour
Ahmed Mansour (auch Ahmed Mansur; arabisch أحمد منصور, DMG Aḥmad Manṣūr; * 16. Juli 1962) ist ein ägyptisch-britischer Fernsehjournalist beim arabischen Nachrichtensender Al Jazeera. Mansour ist in der arabischsprachigen Welt für seine Interviewsendung بلا حدود / Bilā Ḥudūd / ‚Ohne Grenzen‘ bekannt. Er gilt als Sympathisant der sunnitisch-islamistischen Muslimbrüder. Aufgrund eines von Ägypten beantragten Haftbefehls wurde er am 20. Juni 2015 am Flughafen Berlin-Tegel in Auslieferungshaft genommen. Die Festnahme erfolgte mit der Zustimmung des deutschen Justiz- und Außenministeriums.

## Festnahme
Laut seinem Anwalt Saad Djebbar basierte die Festnahme auf einem Ersuchen ägyptischer Strafverfolgungsbehörden an Interpol um eine Red Notice vom 2. Oktober 2014. Ahmed Mansour wird beschuldigt, während des Arabischen Frühlings 2011 in Kairo auf dem Tahrir-Platz einen Anwalt festgehalten und gefoltert zu haben.
Hierfür hatte ihn im Jahre 2014 ein ägyptisches Strafgericht in Abwesenheit zu fünfzehn Jahren Haft verurteilt.
Am 24. Oktober 2014 lehnte Interpol das ägyptische Ersuchen ab, da dieses nicht den Regeln Interpols entspreche. Mansour ist nach eigener Aussage in Besitz einer Erklärung Interpols, der zufolge die weltweite Polizeiorganisation das ägyptische Red-Notice-Ersuchen zurückgewiesen habe, er werde aufgrund keinerlei Anklage gesucht, und die ägyptische Anklage sei fabriziert.
Die Bundespolizei ignorierte jedoch dieses Dokument und verhaftete Mansour am 20. Juni 2015. Mansour war mit seinem britischen Pass nach Deutschland eingereist und hatte vor seiner Festnahme für seine Sendung Bilā Ḥudūd den deutschen Islamwissenschaftler Guido Steinberg interviewt.
Am 22. Juni 2015 entschied die Berliner Generalstaatsanwaltschaft, dem Rechtshilfeersuchen Ägyptens nicht nachzukommen. Bei seiner Freilassung aus der Justizvollzugsanstalt Moabit wurde Mansour von Anhängern bejubelt. Von deutschen Regierungskreisen wurde im Nachgang erklärt, „dass eine Auslieferung von Ahmed Mansour an Ägypten völlig ausgeschlossen war“. Im Weiteren erklärte die Bundesregierung zwar ihr Bedauern über die zweitägige Inhaftierung, lehnte eine Entschuldigung an Mansour aber ab.

## Schriften
- Inside Fallujah: the Unembedded Story. Northampton, Mass.: Olive Branch Press, 2009. ISBN 978-1-56656-778-7